# Papenburg (stacja kolejowa)
Papenburg – stacja kolejowa w Papenburgu, w kraju związkowym Dolna Saksonia, w Niemczech. Znajdują się tu 2 perony.